# Crepidula porcellana
Crepidula porcellana, tên tiếng Anh: slipper limpet, là một loài ốc biển, là động vật thân mềm chân bụng sống ở biển trong họ Calyptraeidae.

## Hình ảnh

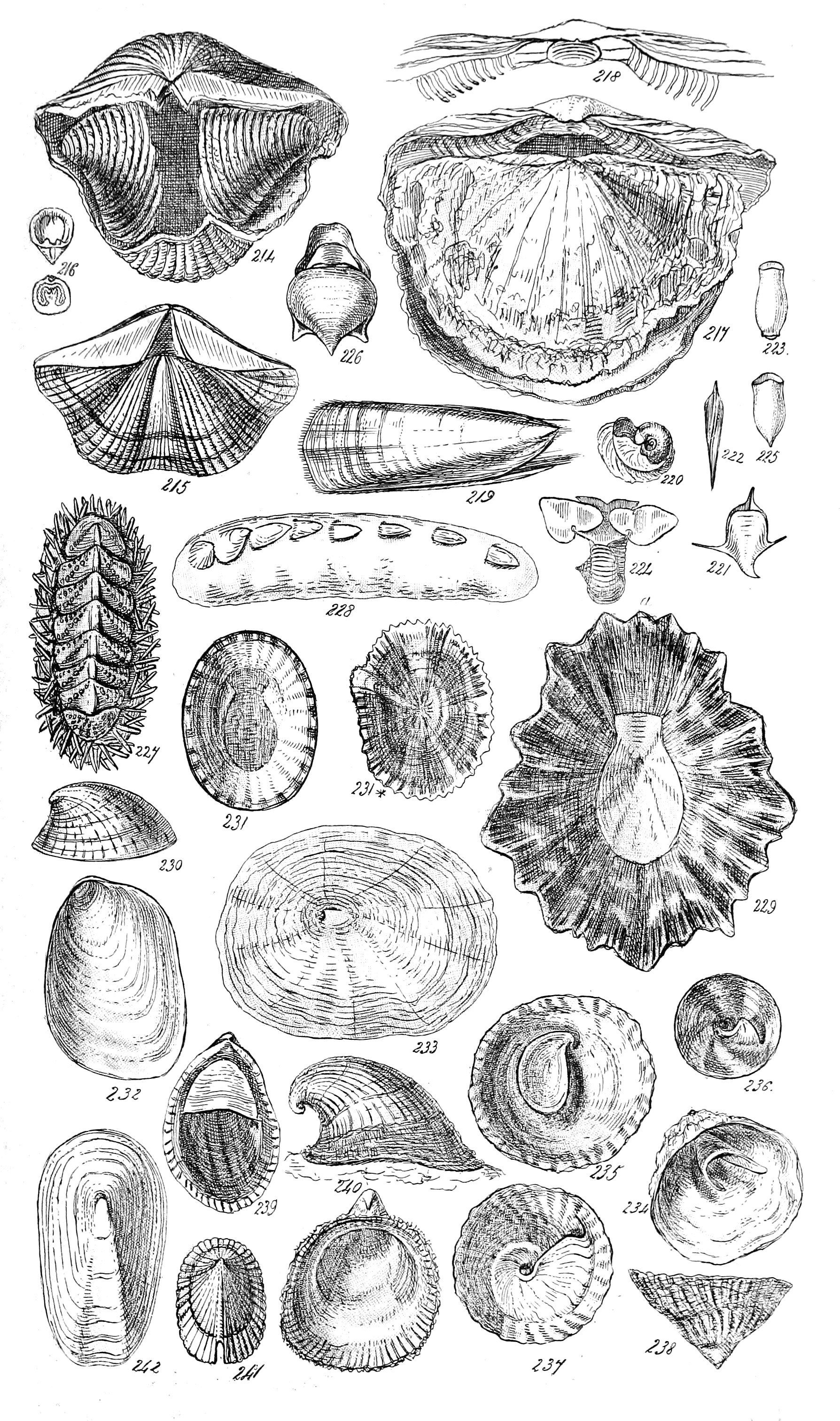
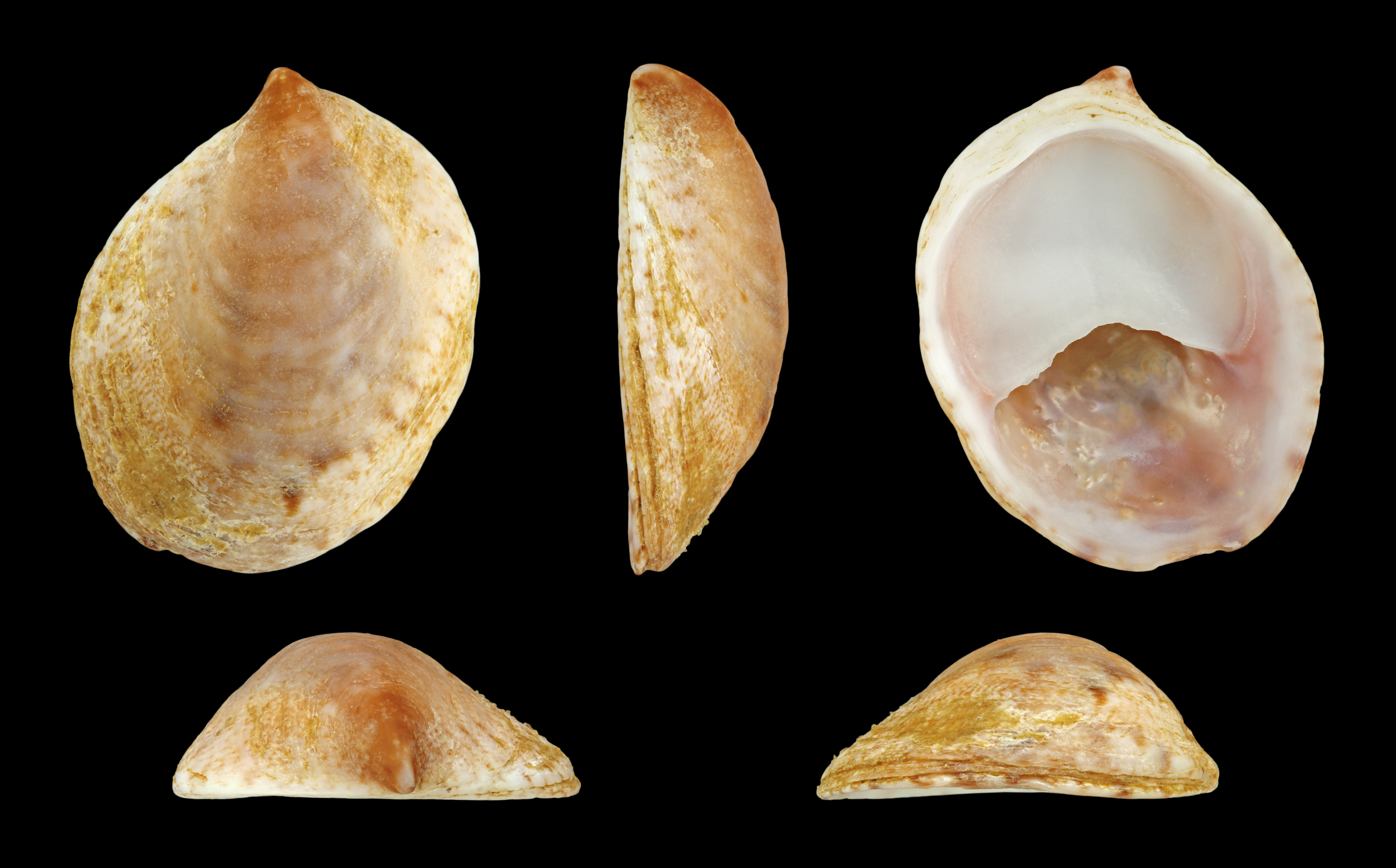
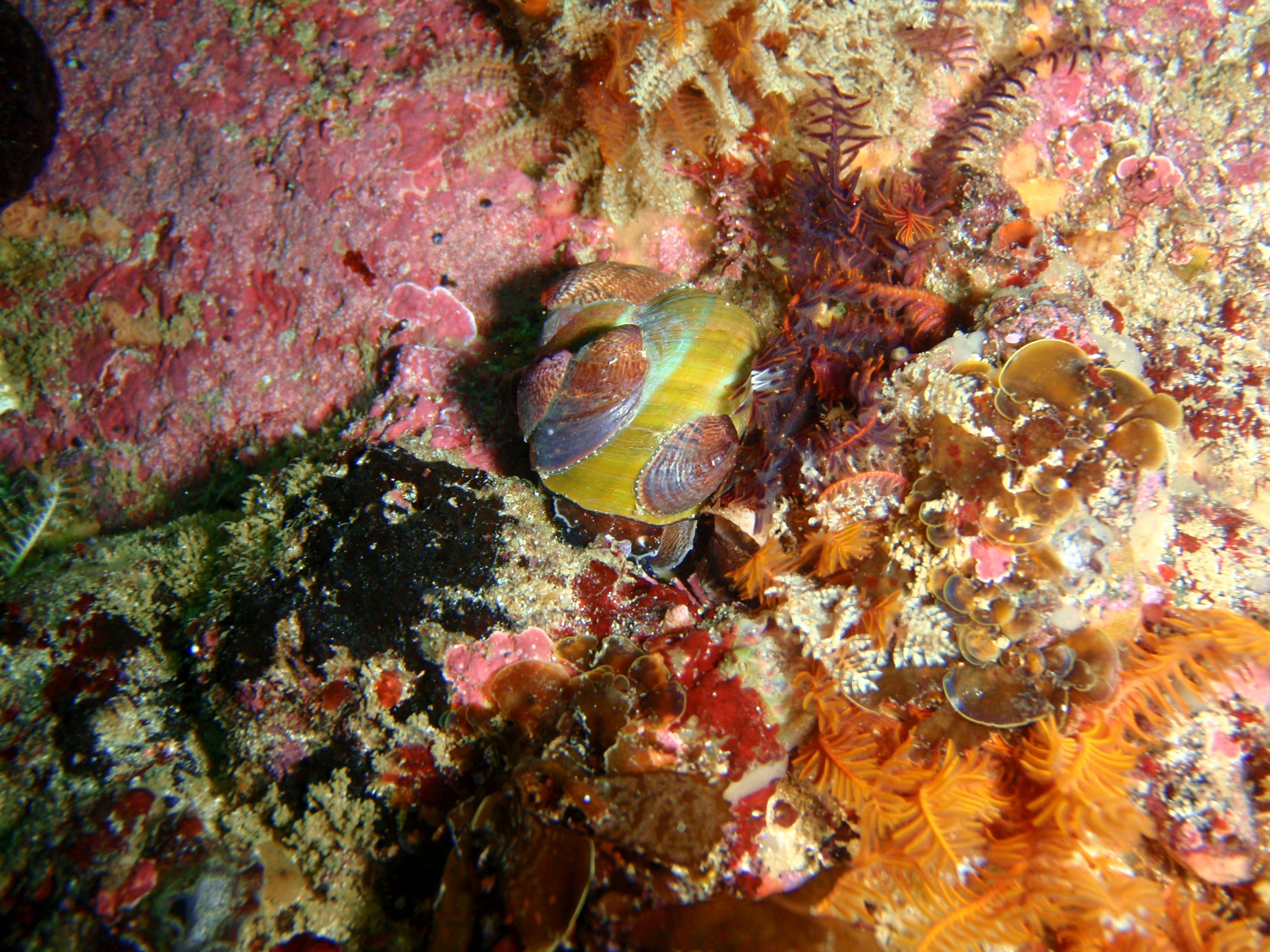
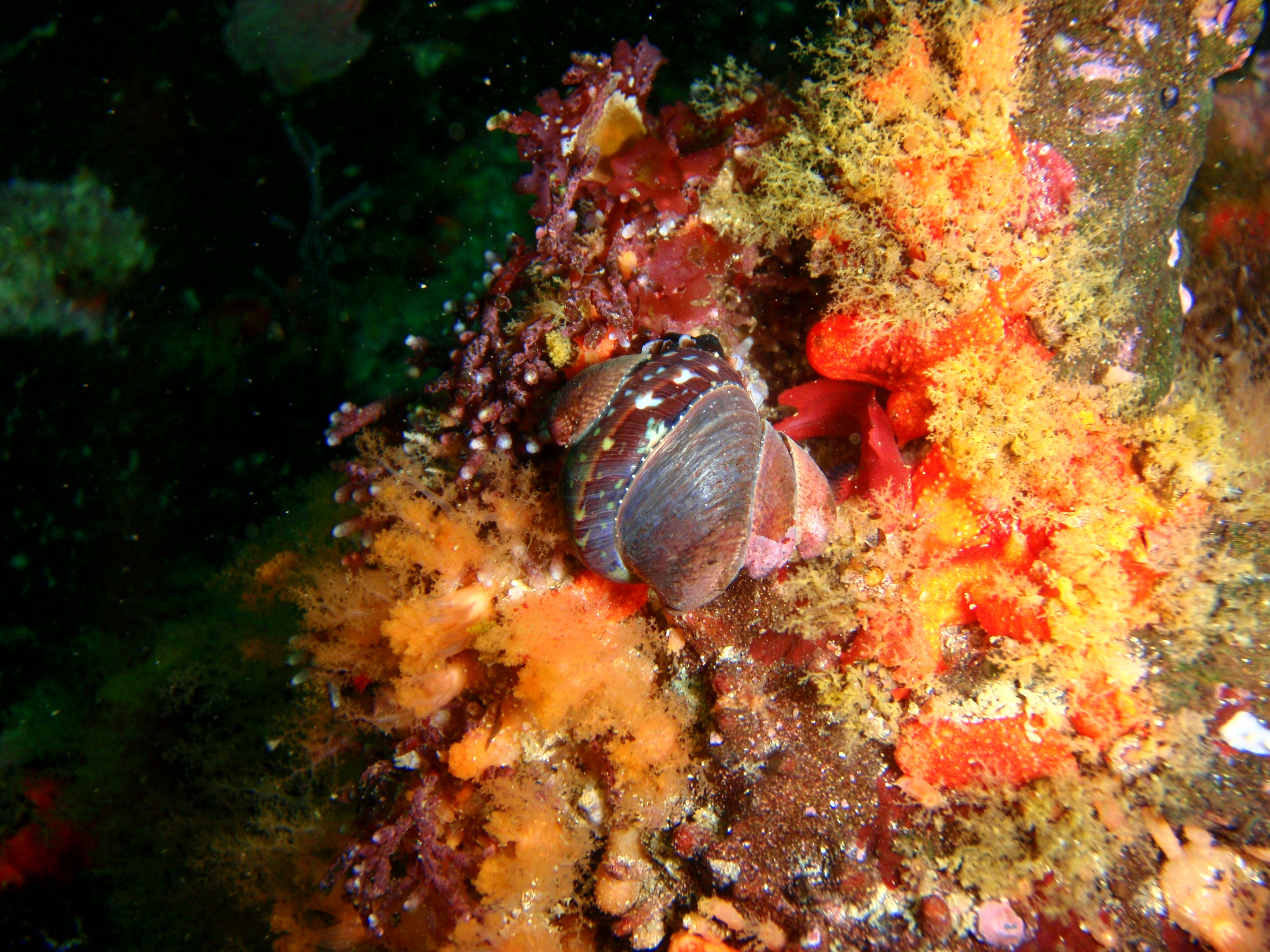